# Тоннис, Кристиан
Кристиан Тоннис (нем. Christiaan Tonnis) — немецкий художник и график, работающий в жанре Видеоарт. Кристиан Тоннис родился 5 июня 1956 года в Саарбрюккене. Учился с1980 – 1985 в Академии Художеств в Оффенбахе у Дитриха Линке и Герберта Хекмана. Живёт и работает во Франкфурте на Майне, Германия.

## Творчество

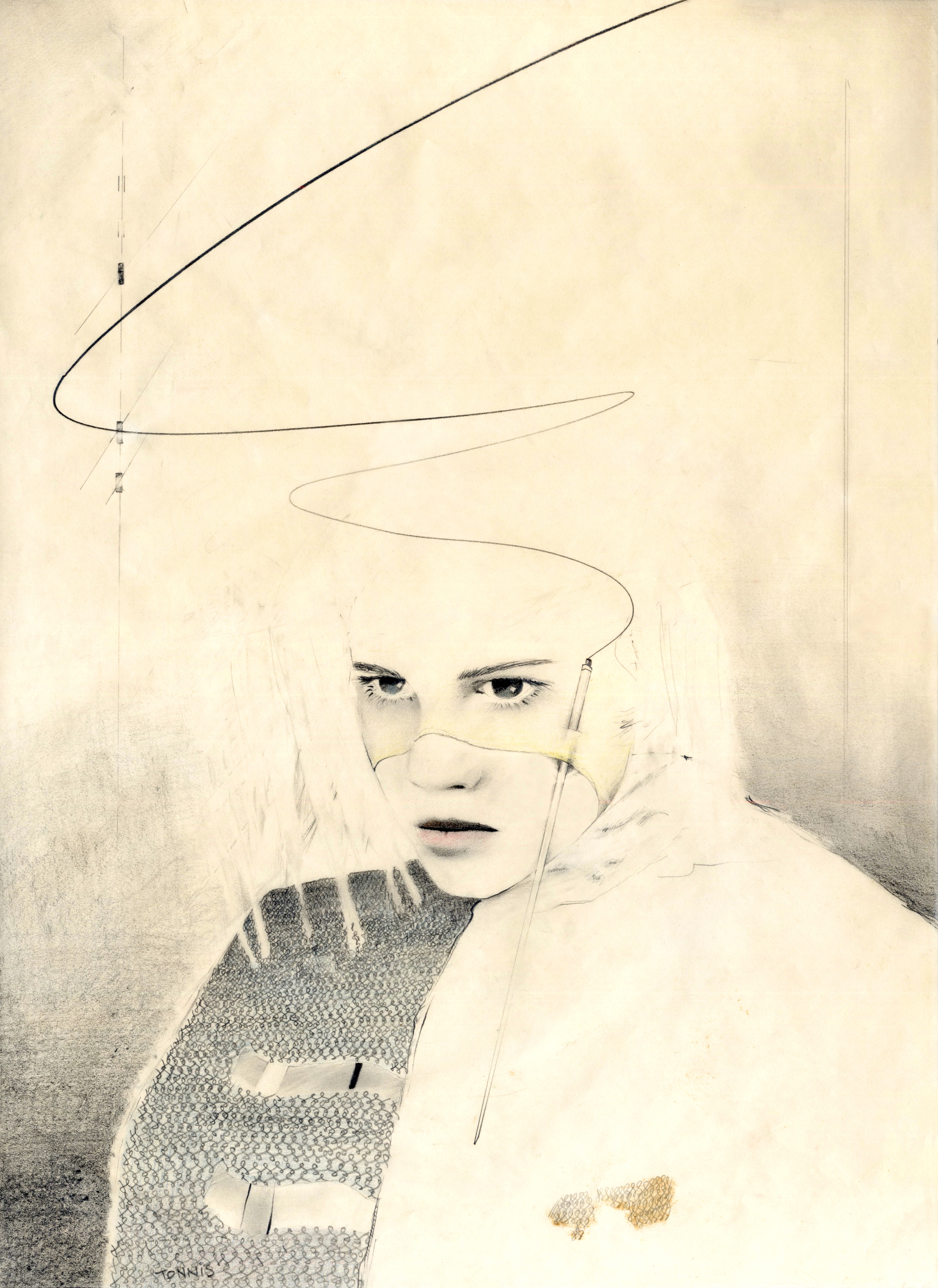
Weiblicher Krieger #6 «Hinter der Linie», 1982

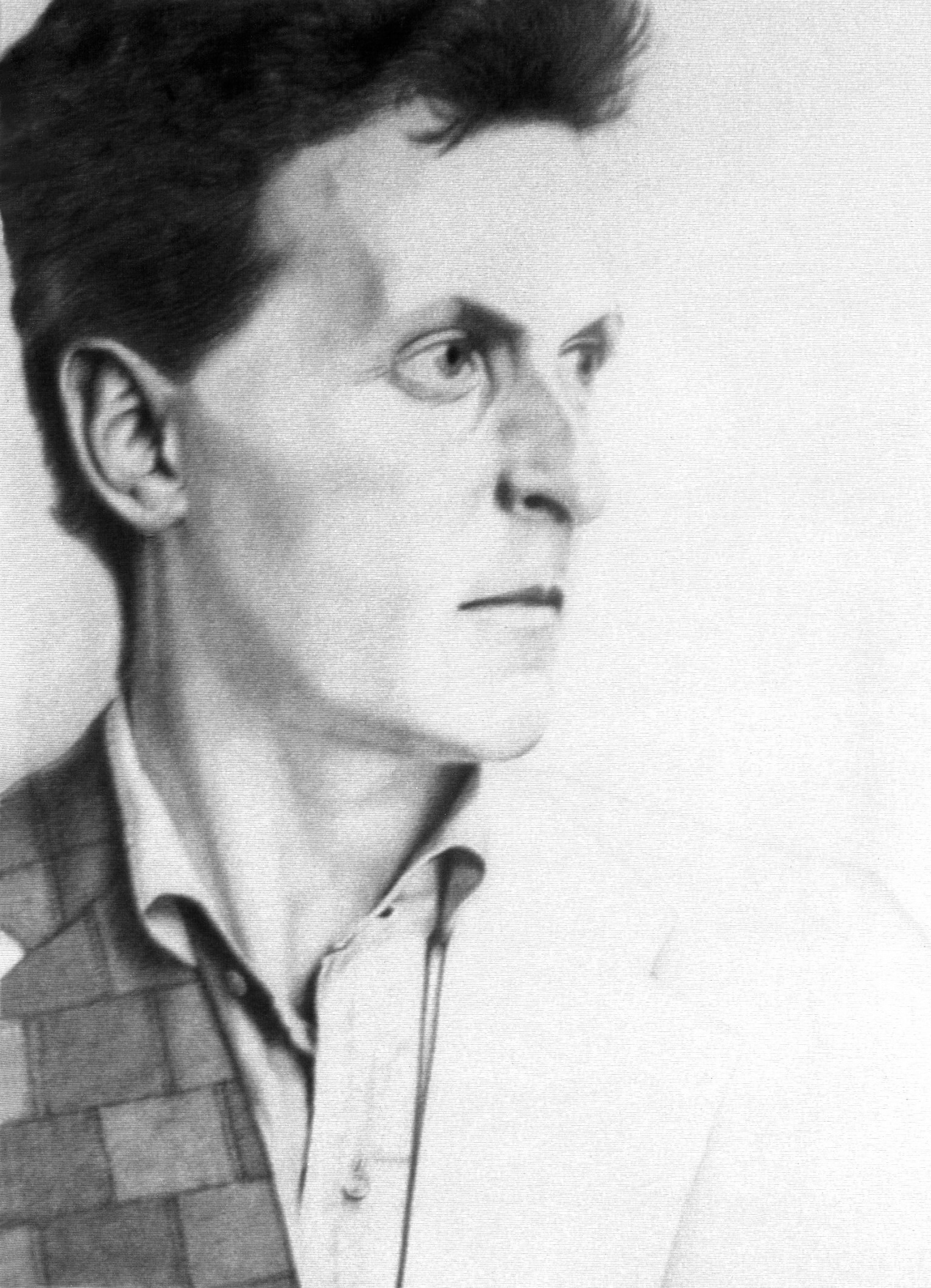
Людвиг Витгенштейн, 1985

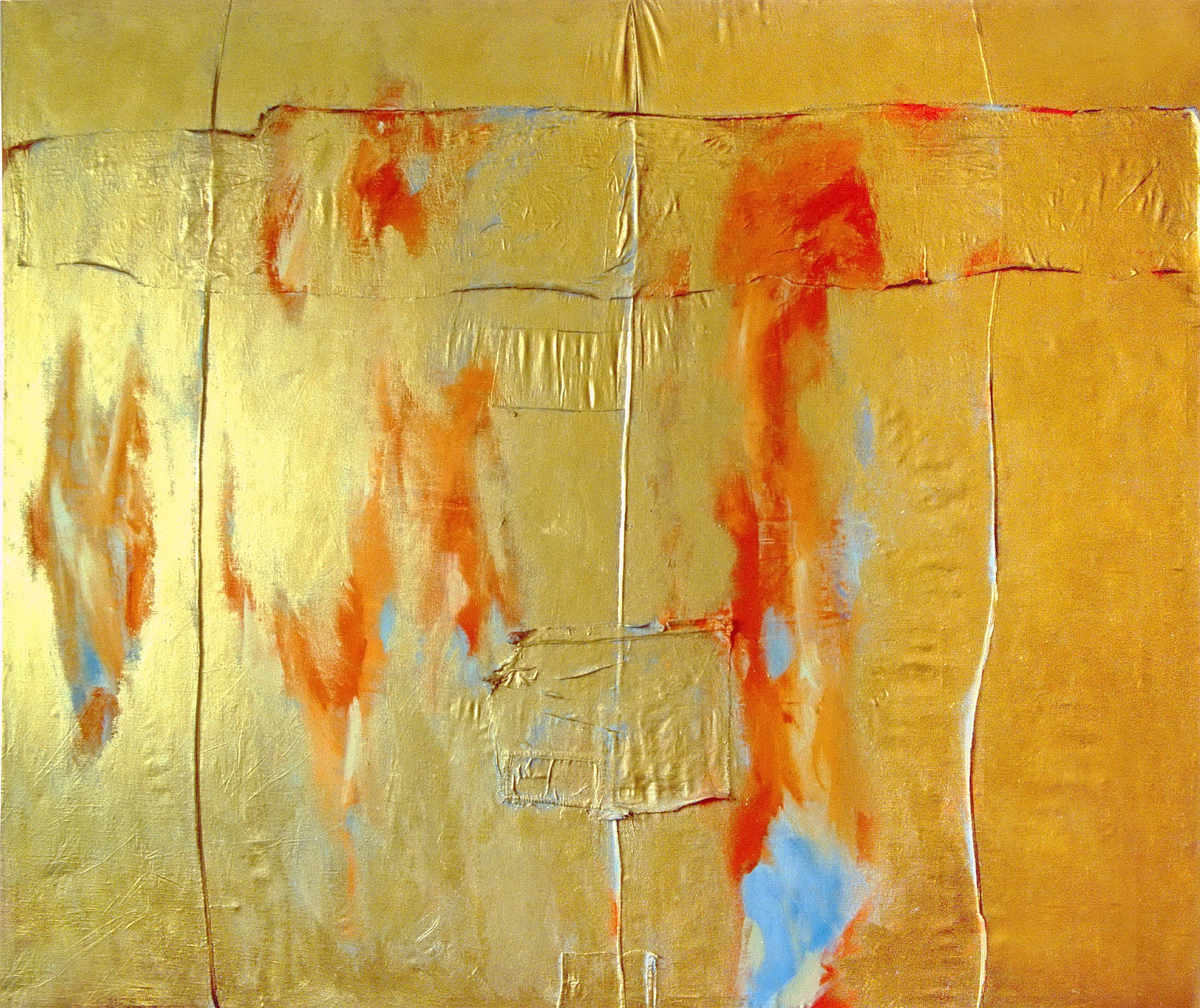
Библия — Соломон — Песнь Соломона 8, 6-7, 1997

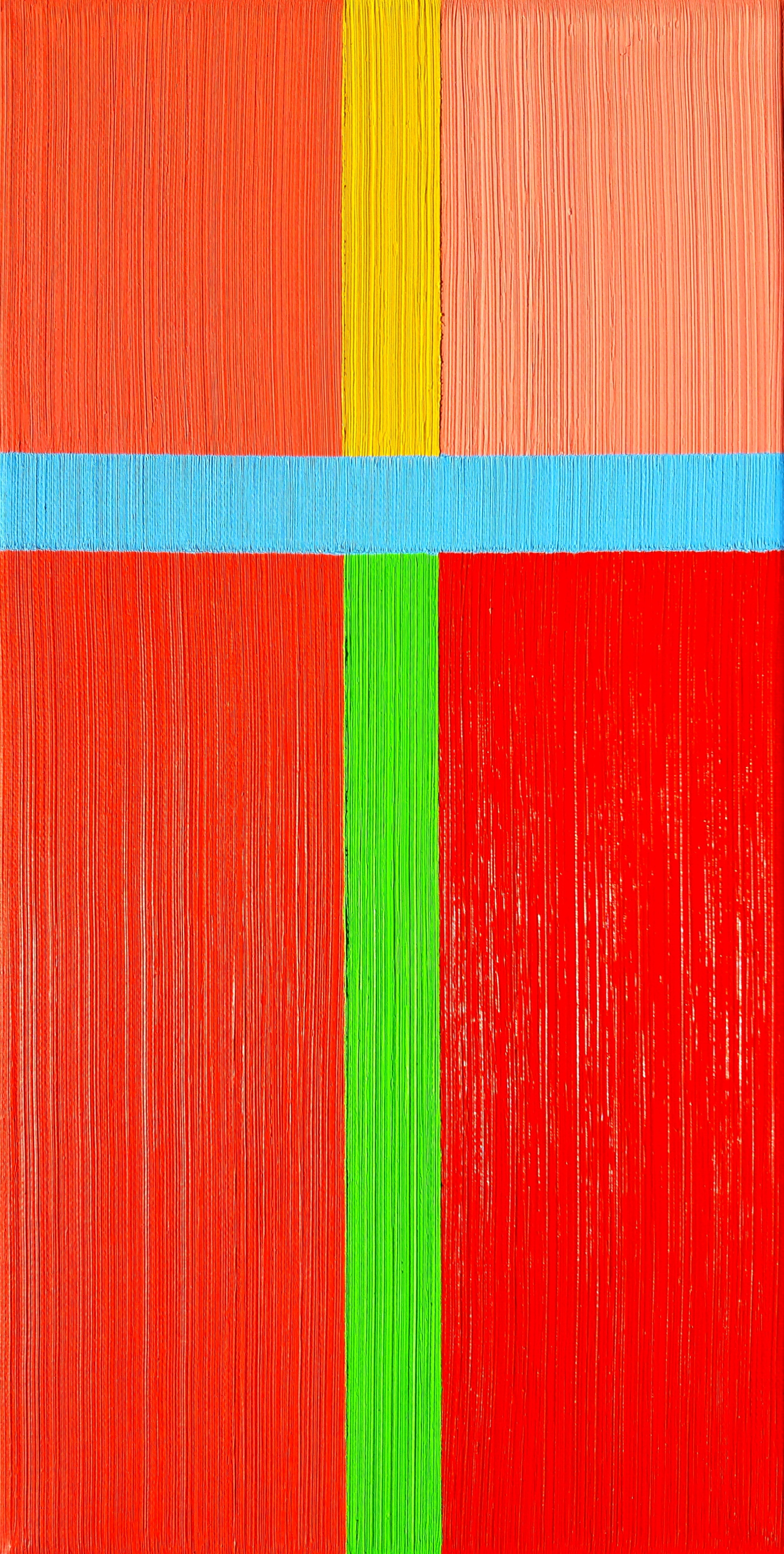
Христианский крест 5, 2020

Из ранних работ Тонниса особый интерес представляют работы карандашом — серия рисунков «Женщина-воин» в тематике Шаманизма, портреты Франца Кафки, Людвига Витгенштейна, Томаса Бернхарда и др.
В 1986 Тоннис переходит от рисунка к Живописи, использует масляную краску и аппликации из материалов.
Так возникают ландшафты литературных произведений, такие как «Волшебная Гора» (Magic Mountain (автор Томас Манн)), 1987, портреты писателей и философов. Его работы отражают глубокое внутреннее переживание и чувствование представленных персонажей.
Тибетская Книга мёртвых и Новый Завет вдохновляют Тонниса на создание серии «Медитационные картины». В этих работах проявляется тенденция к Минимализму, они имеют редукционные формы и яркие цвета.
Далее следует серия Коллажей — Тоннис использует фотографии известных фотомоделей, в которых на месте головы расположена кошачья голова, за счёт этого эффекта получает он портреты конкретных людей, например, Вирджинии Вульф, Кейт Мосс, которые выражают особую печаль или мечтательность, присущую персонажу.
С 2008 года сотрудничает Тоннис в области искусства и дизайна с британским иллюстрированным журналом «DAZEDDIGITAL» | Dazed & Confused, London.
В 2011 году был куратором выставки «Шаманизм большого Алтая», прошедшей во Франкфурте-на-Майне.

## Видеоарт
В 2006 обращается Тоннис к Видеоарт. В коротких последовательностях он показывает свои впечатления о писателях - Уильяме С. Берроузе, Фёдоре Михайловиче Достоевском, Сергее Васильевиче Рахманинове. Рядом с этими серьёзными работами привлекает внимание Сюрреализм и Поп-арт серий видео «Сновидения», «Электрические образы», «Звери».

## Цитата
„Кристиан Тоннис очаровывает реалистическийм взглядом. Как раз тем взглядом, который нельзя провести. Он знает, что только такому взгляду удается Познание. Во всех картинах, которые он создаёт, он стремится к напряженному контакту с персонажем, он ищет это напряжение и в самом персонаже. Его картины это всегда диалог. Они словно преобразуются во взгляде смотрящего.“

— Herbert Heckmann

## Выставки, фестивали, проекты
- 1986 Zeichnungen, Galerie Das Bilderhaus, Франкфурт-на-Майне
- 1986 Zeichnungen, Galerie 42, Гисен
- 1989 Christiaan Tonnis, Galerie Einbaum, Франкфурт-на-Майне
- 1990 Christiaan Tonnis, Galerie Limberg, Франкфурт-на-Майне
- 2007 CATWALK!, Kunstverein Eulengasse, Франкфурт-на-Майне
- 2007 Sem Palavras / Ohne Worte, Instituto Histórico de Olinda, Олинда
- 2008 Antarctic Meltdown, Melbourne International Arts Festival, Мельбурн
- 2008 Electrofringe, This Is Not Art, Ньюка́сл
- 2008 Road Movie, Frieze Art Fair, Лондон
- 2009 Traumwelten / CATWALK!, Schloss Frauenstein, Мининг
- 2010 2009 Was A Rough Year, Lilly McElroy, Thomas Robertello Gallery, Чикаго
- 2010 Hinter dem Spiegel, Klosterpresse, Франкфурт-на-Майне
- 2011 Томаса Бернхарда – „Стужа“, Kunstverein Eulengasse, Франкфурт-на-Майне
- 2012 Terremoto – Beben, Проект Николауса А. Несстлера совместно с Кристианом Тоннисом (Видео), Ником Рокцником (Свет) и Мануэлем Штайном (Звук), Kunsthaus Висбаден[7][8]
- 2013 Wurzeln weit mehr Aufmerksamkeit widmen, Kunstverein Familie Montez и Der Laden/Баухауз Университет, Веймар
- 2014 Цветы зла – Dithering Cities, с Elizabeth Dorazio, Mirek Macke, Nikolaus A. Nessler, Christiaan Tonnis и Alexander M. Winn, Луминале[9]
- 2015 Kunst Messe Frankfurt 15, Kunstverein Familie Montez, Hall 1.2 / G13 + G14, Франкфуртская ярмарка, Франкфурт-на-Майне
- 2017 Supermarket 2017, Stockholm Independent Art Fair, Стокгольм
- 2018 Supermarket Art Fair, Daily Film Documentation of Performances, presented by Kunstverein Familie Montez, Стокгольм
- 2018 Quinceañera, Kunstverein Eulengasse, Франкфурт-на-Майне
- 2019 Latitudes Festival, Санта-Крус-де-ла-Сьерра
- 2019 Open/Occupy II, Kunstfabrik am Flutgraben, Берлин
- 2020 Participate NOW!, EULENGASSE @ Platforms Project Independent Art Fair Афины - Platforms Project NET
- 2020: Ein ganz normaler Herbst, nur anders ... , Kunstverein Familie Montez, Франкфурт-на-Майне
- 2021: Platforms Project Net 2021, Independent Art Fair, Афины
- 2021: Christiaan Tonnis – Novalis (Performance), Kunstverein Eulengasse, Франкфурт-на-Майне

## Рецензия для Dazed Digital | Dazed & Confused Magazine
- 2008 Frankfurt Goes To Brazil
- 2008 The Archaeological Horror
- 2008 Female Impressionists in Frankfurt
- 2008 Mark Rothko in Hamburg
- 2008 Takashi Murakami in Frankfurt
- 2009 Martin Kippenberger in New York